# Tsuneko Okazaki
Tsuneko Okazaki (岡崎恒子 (Okazaki Tsuneko)), née le 7 juin 1933 à Nagoya est une biologiste moléculaire japonaise. Elle est connue pour sa découverte de courts fragments d'ADN dits fragments d'Okazaki, intervenant comme précurseurs de l'ADN final dans le mécanisme de réplication de l'ADN. 

## Biographie
Née à Nagoya, dans la préfecture d'Aichi, elle effectue son cursus primaire au lycée Asahigaoka d'Aichi, puis sort diplômée en 1956 du département de biologie de la Faculté des sciences de l'université de Nagoya. La même année, elle épouse Reiji Okazaki, avec qui elle part étudier à l'université de Washington et à l'université Stanford pour y obtenir son doctorat.  En 1963, ils reviennent au Japon, et elle devient assistante à l'université de Nagoya en 1965. En 1966, à la suite des travaux d'Arthur Kornberg sur la réplication de l'ADN, elle découvre avec Reiji les fragments d'Okazaki, qui expliquent le processus de réplication. Leur découverte fait l'objet d'une publication dans la revue Proceedings of the National Academy of Sciences et d'une communication lors d'un symposium au Laboratoire de Cold Spring Harbor.
En 1975, elle devient veuve, son mari étant décédé des suites de son exposition aux rayonnements d'Hiroshima ; elle continue ses travaux de recherche sur l'ADN. 
En 1976, elle est nommée professeur-assistante à l'université de Nagoya, puis professeur en 1983. En 1997, lorsqu'elle prend sa retraite, elle obtient le titre de professeur d'université émérite. En 1986, elle obtient le prix culturel Chūnichi (ja), délivré par le journal Chūnichi Shinbun (ja), et en 2000 le prix L'Oréal Helena Rubinstein - (actuellement nommé prix L'Oréal-Unesco pour les femmes et la science). En 2015 elle est élue Personne de mérite culturel et continue d'enseigner en tant que professeur invitée à l'université Fujita pour la santé (en).